# Pangasius krempfi
Pangasius krempfi is een  straalvinnige vissensoort uit de familie van reuzenmeervallen (Pangasiidae). De wetenschappelijke naam van de soort is voor het eerst geldig gepubliceerd in 1949 door Fang & Chaux.
De soort staat op de Rode Lijst van de IUCN als Kwetsbaar, beoordelingsjaar 2011. De omvang van de populatie is volgens de IUCN dalend.